# Molinos (Spanyolország)
Molinos (aragónul Molins) település Spanyolországban, Teruel tartományban. Molinos Gargallo, La Mata de los Olmos, Berge, Castellote és Ejulve községekkel határos. Lakosainak száma 228 fő (2024).

## Népesség
A település népessége az utóbbi években az alábbiak szerint változott:
| Lakosok száma | 315  | 313  | 316  | 312  | 286  | 264  | 245  | 239  | 227  | 228  |
|               | 2001 | 2004 | 2007 | 2009 | 2012 | 2014 | 2017 | 2019 | 2022 | 2024 |